# Верхнемоскворечье
Верхнемоскворечье — памятник природы регионального (областного) значения Московской области, который включает ценные в экологическом, научном и эстетическом отношении природные комплексы, а также природные объекты, нуждающиеся в особой охране для сохранения их естественного состояния:
- уникальные формы рельефа и связанные с ними ландшафты;
- природные объекты, играющие важную роль в поддержании гидрологического режима верхней реки Москвы;
- низинные и пойменные луга с участками низинных болот; низинные ивняковые болота с березой и ольхой серой; пойменные сероольшаники влажнотравные;
- места произрастания и обитания редких видов растений, грибов и животных, занесенных в Красную книгу Российской Федерации и Красную книгу Московской области.

Памятник природы основан в 2007 году. Местонахождение: Московская область, Можайский городской округ, сельское поселение Дровнинское, между поселком Цветковский и деревнями Поповка, Липуниха и Сычики. Памятник природы состоит из двух участков, разделенных насыпью Московской железной дороги Смоленского направления. Общая площадь памятника природы составляет 372,72 га (участок № 1 (южный) — 164,87 га, участок № 2 (северный) — 207,85 га). Участок № 1 включает участки долин рек Коноплевки и Бобровки, ограниченные с юга автодорогой между садоводческим некоммерческим товариществом «Такелажник», деревней Поповка и деревней Липуниха; с севера долина Коноплевки ограничена насыпью Московской железной дороги Смоленского направления. Участок № 2 включает участки долин рек Москвы и Коноплевки, ограниченные с юга насыпью Московской железной дороги Смоленского направления, а также примыкающий с запада участок ложбины стока с торфяными карьерами; с севера участок долины реки Москвы ограничен дорогой между деревней Дровнино и поселком Цветковский.

## Описание
Памятник природы располагается на восточном макросклоне Смоленской возвышенности в зоне распространения грядово-холмистых и холмистых расчлененных моренных и плоских водноледниковых свежих и влажных равнин. Абсолютные высоты территории изменяются от 238 м над уровнем моря (урез воды в реке Москве на северной границе участка № 2) до 260 м над уровнем моря (в западной оконечности участка № 2). Кровля дочетвертичного фундамента местности сложена известняками и доломитами с прослоями мергелей и глин среднего карбона.
Территория памятника природы приурочена к древней ложбине стока талых ледниковых вод, которая прорезает конечно-моренные гряды московского оледенения, и представляет собой особо ценный водно-болотный природный комплекс, включающий участки долин рек Москвы и Коноплевки, низинные болота и влажные луга с многочиленными родниками и местами сочений грунтовых вод.
Участок № 1 памятника природы включает долины рек Коноплевки (правого притока реки Москвы) и Бобровки (левого притока Коноплевки), русло которых протекают по тальвегам ложбин стока. Заболоченные днища долин слагают водноледниковые пески, гравийно-галечниковые отложения и озерные суглинки и глины, перекрытые сверху аллювиально-делювиальными суглинками и торфами. Поверхности днищ преобразованы сетью дренажных каналов и канав, вытянутых субпараллельно и перпендикулярно руслу реки Коноплевки. Протяженность водотоков изменяется от 100 до 800—1000 м, ширина — от 1 до 4—5 м. Русло реки Коноплевки также частично спрямлено и канализировано, ширина русла составляет 1—7 м. На Участке № 1 Коноплевка принимает левый приток — реку Бобровку. Ширина русла Бобровки в границах памятника природы — около 1 м. Плоские поверхности заболоченного днища ложбины стока осложнены биогенными наноформами рельефа — растительными кочками высотой до 0,4 м, бобровыми тропами и плотинами.
Участок № 2 памятника природы включает участок ложбины стока с руслами рек Москвы и Коноплевки. Днище ложбины, как и на южном участке, сложено водноледниковыми песками, гравийно-галечниковыми отложениями и озерными суглинками и глинами, перекрытыми сверху аллювиально-делювиальными суглинками и торфами. В западной части участка имеются обводненные карьеры старых торфоразработок прошлых десятилетий. Карьерные водоемы вытянуты с северо-востока на юго-запад и разделены останцовыми грядами, сохранившими после торфодобычи. Длина карьеров достигает около 300 м, ширина — 140 м. Днище ложбины сильно заболочено, здесь происходят процессы торфонакопления, а также образования фитогенных форм нанорельефа — растительных кочек, приствольных повышений, искорей, поваленных стволов деревьев. На западе участка заложена система субпараллельных мелиоративных водотоков длиной 350—540 м, шириной 2,5—3,5 м. Русла рек Москвы и Коноплевки частично спрямлены и канализированы. Ширина русла Коноплевки — 1—3 м. Ширина русла Москвы до впадения Коноплевки — 1—2 м, после — до 4—5 м.
В днище ложбины стока в границах памятника природы происходит разгрузка грунтовых вод. Озеровидные расширения днища ложбины заняты низинными болотами. Гидрологичеки связанные друг с другом водно-болотные комплексы памятника природы имеют важное значение для формирования стока и сохранения качества вод реки Москвы с первых километров её течения.
Почвенный покров днища ложбины образуют торфяные эутрофные и гумусово-глеевые почвы. На бортах ложбин стока развиты агродерново-подзолистые и агродерново-подзолисто-глеевые почвы.

### Флора и растительность
На большей части памятника природы преобладают мелиорированные сырые и заболоченные луга и низинные болота.
Большинство лугов территории — это маловидовые сообщества с преобладанием костреца безостого, двукисточника тростниковидного, вейника наземного, купыря лесного, бодяка полевого, лисохвоста лугового, борщевика сибирского. В различных частях таких лугов постоянны также вероника длиннолистная, василистник светлый, купальница европейская (редкий уязвимый вид, не включенный в Красную книгу Московской области, но нуждающийся на её территории в регулярном контроле и наблюдении), горец змеиный, лютик едкий, валериана лекарственная, герань луговая, камыш лесной, местами обильна осока дернистая, формирующая закочкаренные луга.
На участке № 1 широко распространены наземновейниковые луга, представляющие собой результат зарастания (демутации) в отсутствии сенокошения и выпаса после мероприятий по мелиорации. На этих лугах кроме вейника (обилен) растут щучка дернистая, дудник лесной, лапчатка гусиная, клевер гибридный, ежа сборная, овсяница красная, ястребинка зонтичная, василек луговой, хвощ полевой, зверобой продырявленный.
Участки низинных лугов, сохранившиеся в достаточно естественном виде среди мелиорированных, отличаются преобладанием валерианы лекарственной, горицвета кукушкина, вероники длиннолистной, лисохвоста лугового, василистника светлого, колоска душистого, щучки дернистой, ожики многоцветковой, купальницы европейской (редкий уязвимый вид, не включенный в Красную книгу Московской области, но нуждающийся на её территории в регулярном контроле и наблюдении). Местами в блюдцевидных западинах развиты небольшие болотца с осоками пузырчатой, острой, вздутой, дернистой, зарослями камыша лесного.
Многие луга ежегодно выгорают после весенних палов. Имеются обширные заросли иван-чая (кипрея узколистного), крапивы, полыни обыкновенной, пижмы обыкновенной и бодяка полевого в нарушенных гарью частях мелиорированных лугов. Выгорают также прибрежные кустарники и ольха серая.
Участки естественных низинных лугов сохранились в окрестностях деревни Поповка. Здесь преобладают камыш лесной, двукисточник тростниковидный, таволга вязолистная, купальница европейская, горец змеиный, встречаются василистник светлый, вероника длиннолистная, лютик едкий и золотистый, валериана лекарственная, купырь лесной, осока мохнатая, лисохвост луговой, гравилат речной, пальчатокоренник Фукса (редкий уязвимый вид, не включенный в Красную книгу Московской области, но нуждающийся на её территории в регулярном контроле и наблюдении). В понижениях растет осока дернистая, калужница болотная и хвощ болотный. Вид отмечается по всей территории памятника природы, группами до нескольких десятков растений, преимущественно в местах выходов на дневную поверхность грунтовых вод.
Более влажные луга характеризуются доминированием щучки дернистой, здесь также произрастают: вероника длиннолистная, лютик ползучий, синюха голубая (редкий уязвимый вид, не включенный в Красную книгу Московской области, но нуждающийся на её территории в регулярном контроле и наблюдении), крапива двудомная. Значительные площади заняты влажными и сырыми злаково-дернистоосоковыми лугами с преобладанием осоки дернистой и участием ежи сборной, костра безостого, вероники длиннолистной, таволги вязолистной, герани луговой, горца змеиного.
На низинных разнотравно-душистоколосковых лугах пологих склонов долины реки Бобровки обычны манжетка, лютик едкий, душистый колосок, ожика равнинная, гравилат речной, марьянник дубравный, василистник светлый, лисохвост луговой, щавель кислый, чина луговая, поповник (нивяник) обыкновенный, подмаренник мягкий, зверобой пятнистый, горец змеиный, тысячелистник обыкновенный, изредка растет пальчатокоренник Фукса.
Сероольшаники с ивами, черемухой, чёрной смородиной влажнотравно-крапивные с двукисточником, кострецом безостым, таволгой вязолистной, норичником шишковатым, гравилатом речным развиты по берегам рек Коноплевки и Бобровки. Там, где серая ольха вырублена, формируются крапивно¬кострецовые луга с таволгой, василистником светлым, синюхой голубой (редкий уязвимый вид, не включенный в Красную книгу Московской области, но нуждающийся на её территории в регулярном контроле и наблюдении), борщевиком сибирским и сорнотравьем.
Вдоль русла Бобровки обильны двукисточник, осока острая, ежеголовник прямой, ирис аировидный, паслен сладко-горький, а в воде обитает элодея канадская.
На пойменных двукисточниковых и двукисточниково-осоковых лугах вдоль реки Коноплевки обилен двукисточник тростниковидный, встречаются осоки дернистая (довольно часто) и острая, хвощ речной (местами обилен), кипрей железистостебельный, герань болотная, таволга вязолистная, мятлик обыкновенный, зверобой пятнистый, ситник развесистый, местами — ивы пепельная и подрост ивы пятитычинковой. Здесь встречаются участки хвощево-осоковых заболоченных лугов с таволгой вязолистной, камышом лесным, ситником развесистым, вероникой длиннолистной, а также небольшие участки сероольшаников влажнотравных и молодых ивняков с участием березы хвощево-осоковых с таволгой и гравилатом речным.
В самой речке растут кубышка жёлтая и элодея канадская, в воде по берегам — ежеголовник прямой, камыш лесной, шлемник обыкновенный, дербенник иволистный, зюзник европейский, калужница болотная, осоки дернистая и прямоколосая.
На участке № 2 находится обширное низинное болото, ограниченное железнодорожной насыпью, отличается разнообразным набором растительных сообществ. Здесь преобладают осоковые, осоково-канареечниковые, осоково-хвощевые, осоково-сабельниковые, осоково-серовейниковые, тростниковые, рогозовые и рогозово-осоковые участки. Они чередуются с открытой водной поверхностью, ивняками и сероолыпаниками. Местами здесь растет невысокая береза пушистая, но она сильно угнетена, часть берез погибла. Из осок доминируют дернистая, острая, вздутая, пузырчатая и удлиненная, встречается осока сытевидная.
Некоторые части болот представляют собой заросли осоки береговой. На низинном болоте обилен паслен сладко-горький, встречаются дербенник иволистный, сабельник болотный, зюзник европейский, хвощ речной, вахта трехлистная, вербейник обыкновенный, вероника длиннолистная, кипрей болотный и железистостебельный, мятлик обыкновенный, ситник раскидистый. По краю болота и по грядам вдоль мелиоративных канав развиты сероолыпаники крапивно-влажнотравно-таволговые с осоками, подростом березы и бузиной красной.
Небольшое ивняковое таволгово-осоковое болото имеется также у насыпи Московской железной дороги Смоленского направления. Здесь встречается пальчатокоренник мясо-красный (редкий уязвимый вид, не включенный в Красную книгу Московской области, но нуждающийся на её территории в регулярном контроле и наблюдении).
В сероольховых дернистоосоковых мелколесьях на низинных болотах встречается редкий вид растений, занесенный в Красную книгу Российской федерации и Московской области — пальчатокоренник длиннолистный, или балтийский.
В центральной части участка встречается березовик розовеющий, или окисляющийся (редкий вид грибов, занесенный в Красную книгу Московской области).
В восточной половине участка № 2 распространены наземновейниковые луга со щучкой дернистой, кострецом безостым, бодяком полевым.
Значительные площади занимают пойменные двукисточниковые луга, на которых имеются пятна вейника наземного, костреца безостого, встречаются ежа сборная, таволга вязолистная, василистник светлый, щучка дернистая, вербейник обыкновенный, бодяк полевой, купырь лесной. По западинам с участками низинных осоковых болот группами растут кустарниковые ивы (пепельная, трехтычинковая, Штарка), осока дернистая, полевицы тонкая и гигантская, валериана лекарственная.
Отдельные, достаточно дренированные сегменты пойм реки Москвы представлены сероолыпаниками таволговыми, где растут купальница европейская, гравилат речной, лютик кашубский и эфемероиды: ветреница лютиковая и чистяк весенний.
По берегам реки Москвы преобладают осока острая, тростник южный, двукисточник, ежеголовник прямой, манник плавающий, лютик ядовитый. В воде встречаются кубышка жёлтая, элодея канадская, сусак зонтичный, омежник водный, вероника поточная, частуха подорожниковая, ряска трехдольная.

### Фауна
Влажно-луговые и водно-болотные угодья памятника природы представляет набор ценнейших кормовых, гнездовых и защитных биотопов для многих видов животных, в том числе редких и охраняемых. На сравнительно небольшой территории памятника природы отмечено обитание 109 видов позвоночных животных, в том числе 16 видов рыб, 3 вида амфибий, один вид рептилий, 76 видов птиц и 20 видов млекопитающих.
Участки памятника природы характеризуются схожим набором местообитаний и являются экологически целостным природным массивом, в связи с чем ниже приводится единое описание его фауны, с указанием на отдельные особенности, характерные для участков.
Ихтиофауна за последние десятилетия существенно обеднела в результате строительства плотины на реке Москве. В водотоках памятника природы — реках Москве и Коноплевке — встречаются такие типичные виды, как караси золотой и серебряный, плотва, щука обыкновенная, густера, верховка, красноперка, уклея, лещ, линь, карась, карп, окунь. В торфяных карьерах и обводненных мелиоративных канавах довольно обычен вьюн (редкий и уязвимый вид, не включенный в Красную книгу Московской области, но нуждающийся на территории области в постоянном контроле и наблюдении).
В стоячих и слабопроточных водоемах, распространенных на участке № 2, фиксируется редкий для Подмосковья вид беспозвоночных животных — ранатра палочковидная, вид, занесенный в Красную книгу Московской области.
Основу фаунистического комплекса наземных позвоночных животных обоих участков памятника природы составляют виды, экологически связанные с пойменной или опушечной древесно-кустарниковой растительностью.
В границах памятника природы можно выделить два основных зоокомплекса (зооформации) наземных позвоночных животных: зооформацию водных и околоводных местообитаний и зооформацию открытых местообитаний (лугов, в том числе — подболоченных, а также полей и кустарниковых опушек).
Зооформация открытых местообитаний представлена следующими видами: обыкновенный крот, ласка, горностай, заяц-русак, полевка-экономка, обыкновенная (восточноевропейская) полевка, полевая мышь, обыкновенная лисица, кабан, европейская косуля (редкий и уязвимый вид, не включенный в Красную книгу Московской области, но нуждающийся на территории области в постоянном контроле и наблюдении), канюк, болотный лунь, бекас, коростель, полевой жаворонок, обыкновенный сверчок, луговой конёк, пустельга, болотная сова, козодой, малый зуёк, перепел (последние шесть видов являются редкими и уязвимыми видами, не включенными в Красную книгу Московской области, но нуждающимися на территории области в постоянном контроле и наблюдении), обыкновенная овсянка, жулан, луговой чекан, садовая камышевка, садовая и серая славки, трясогузки — белая, жёлтая и желтоголовая (последняя является редким и уязвимым видом, не включенным к Красную книгу Московской области, но нуждающимся на территории области в постоянном контроле и наблюдении). Эти биотопы являются местом обитания охраняемых видов хищных птиц, занесенных в Красную книгу Московской области. Это полевой и луговой луни, дербник; в разные годы на территории памятника природы отмечались единичные встречи сапсана (вид занесен также в Красную книгу Российской Федерации). Болота и влажные луга являются важным кормовым и гнездовым биотопом серых журавлей (вид занесен в Красную книгу Московской области), которые отмечаются тут ежегодно. Из рептилий в пределах данной зооформации обычна живородящая ящерица, предпочитающая слабозадернованные хорошо прогреваемые участки, в частности склоны речных долин. Здесь также встречается бабочка желтушка луговая, редкий и уязвимый вид, не включенный в Красную книгу Московской области, но нуждающийся на территории области в постоянном контроле и наблюдении.
Водные и околоводные биотопы служат местом обитания следующих видов: ондатра, речной бобр, американская норка, водяная полевка, речная выдра (вид, занесенный в Красную книгу Московской области), кряква, хохлатая чернеть, чирок-трескунок, серая цапля, озёрная и сизая чайки. По берегам водоемов и водотоков встречаются кулики — черныш и перевозчик, летают ласточки-береговушки. На лугах (преимущественно — на участке № 1 памятника природы) периодически отмечается большой подорлик, крайне редкий в области вид хищных птиц, занесенный в Красную книгу Российской Федерации и Красную книгу Московской области. Околоводные заросли населяют камышовка-барсучок, речной сверчок, болотная и тростниковая камышовки, варакушка, камышовая овсянка. В зарастающих водоемах и старых мелиоративных канавах многочисленны прудовые лягушки, на участках водотоков с зарослями надводной растительности встречаются озёрные лягушки. На зарастающих лесной растительностью торфяных карьерах с влажным высокотравьем довольно обычны остромордые лягушки.
С залесенными участками памятника природы связаны в своем распространении следующие виды: европейский ёж, обыкновенная бурозубка, рыжая полёвка, лесной хорь, енотовидная собака, ушастая сова, дятлы — большой пёстрый, седой и белоспинный (последние два вида занесены в Красную книгу Московской области), лесной конёк, иволга, ворон, зелёная пересмешка, славка-черноголовка, пеночки — теньковка, трещотка и весничка, зарянка, обыкновенный соловей, дрозды — рябинник, певчий, белобровик, ополовник, черноголовая гаичка, обыкновенная лазоревка, большая синица, зяблик, зеленушка, черноголовый щегол.
Синантропные и полусинантропные виды встречаются преимущественно в пределах открытых местообитаний территории памятника природы. Это чёрный стриж, деревенская ласточка, воронок, обыкновенный скворец, галка, сорока, грач, серая ворона, обыкновенная каменка, коноплянка.

## Объекты особой охраны памятника природы
Охраняемые экосистемы: низинные и пойменные луга с участками низинных болот; низинные ивняковые болота с березой и ольхой серой; пойменные сероолыпаники влажнотравные, прибрежно-водная растительность малых рек.
Уникальные формы рельефа: уникальные формы ледникового рельефа и связанные с ними реки и водно-болотные комплексы.
Места произрастания и обитания охраняемых в Московской области, а также иных редких и уязвимых видов растений, грибов и животных, зафиксированных на территории памятника природы, перечисленных ниже, а также европейской косули и перепела.
Охраняемые в Московской области, а также иные редкие и уязвимые виды растений:
- виды, занесенные в Красную книгу Российской федерации и Красную книгу Московской области: пальчатокоренник длиннолистный, или балтийский;
- виды, занесенные в Красную книгу Московской области: пальчатокоренник кроваво-красный;
- редкие и уязвимые виды, не включенные в Красную книгу Московской области, но нуждающиеся на территории области в постоянном контроле и наблюдении: купальница европейская, синюха голубая, пальчатокоренник мясо-красный и пальчатокоренник Фукса.

Охраняемые в Московской области, а также иные редкие и уязвимые виды грибов (вид, занесенный в Красную книгу Московской области): березовик розовеющий, или окисляющийся.
Охраняемые в Московской области, а также иные редкие и уязвимые виды животных:
- виды, занесенные в Красную книгу Российской Федерации и Красную книгу Московской области: сапсан, большой подорлик;
- виды, занесенные в Красную книгу Московской области: речная выдра, полевой и луговой луни, дербник, серый журавль, седой и белоспинный дятлы, ранатра палочковидная;
- виды, являющиеся редкими и уязвимыми таксонами, не включенные в Красную книгу Московской области, но нуждающиеся на территории области в постоянном контроле и наблюдении: пустельга, болотная сова, козодой, малый зуек, желтоголовая трясогузка, луговой конек, вьюн.